# 国際連合安全保障理事会決議16
国際連合安全保障理事会決議16（こくさいれんごうあんぜんほしょうりじかいけつぎ16、英: United Nations Security Council Resolution 16,UNSCR16）は、1947年1月10日に国際連合安全保障理事会で採択された決議。トリエステ自由地域の設置を承認したものである。
第二次世界大戦により、トリエステおよびその周辺はイギリス軍とユーゴスラビア軍により分割占領され、歴史的経緯もあり、その帰属問題は決着していなかった。連合国とイタリアとの間に平和条約を締結するにあたっては、当地域はイタリアでもユーゴスラビアでもないトリエステ自由地域とし、帰属問題に対応することとした。平和条約の締結前に、条約文を精査し、本決議においてトリエステ自由地域の設置が承認された。